# Mexico op de Olympische Zomerspelen 2000
Mexico nam deel aan de Olympische Zomerspelen 2000 in Sydney, Australië.

## Medailleoverzicht
| Sport          | Olympiër          | Onderdeel             | Medaille |
| -------------- | ----------------- | --------------------- | -------- |
| Gewichtheffen  | Soraya Jiménez    | -58kg (v)             | Goud     |
| Atletiek       | Noé Hernández     | 20km snelwandelen (m) | Zilver   |
| Schoonspringen | Fernando Platas   | 3m plank (m)          | Zilver   |
| Atletiek       | Joel Sánchez      | 50km snelwandelen (m) | Brons    |
| Boksen         | Cristián Bejarano | -60kg(m)              | Brons    |
| Taekwondo      | Víctor Estrada    | -80kg(m)              | Brons    |

## Deelnemers en resultaten

### Atletiek
| Olympiër                | Discipline               | Resultaat | Prestatie                                                                                           |
| ----------------------- | ------------------------ | --------- | --------------------------------------------------------------------------------------------------- |
| Alejandro Cárdenas      | 400m (m)                 | 23e       | serie 2: 3de in 46,14 kwartfinale 4: 6de in 45,66                                                   |
| Juan Pedro Toledo       | 400m (m)                 | 53e       | serie 9: 6de in 46,82                                                                               |
| David Galván            | 5000m (m)                | DNS       | serie 1: niet gestart                                                                               |
| Pablo Olmedo            | 5000m (m)                | 21e       | serie 2: 12de in 13.40,32                                                                           |
| David Galván            | 10000m (m)               | 13e       | serie 2: 7de in 27.49,53 finale: 13de in 27.54,56                                                   |
| Armando Quintanilla     | 10000m (m)               | 24e       | serie 1: 10de in 28.14,54                                                                           |
| Salvador Miranda        | 3000m steeplechase (m)   | 26e       | serie 3: 9de in 8.35,79                                                                             |
| Andrés Espinosa         | marathon (m)             | 27e       | 2:18.02                                                                                             |
| Benjamín Paredes        | marathon (m)             | 64e       | 2:27.17                                                                                             |
| Noé Hernández           | 20km snelwandelen (m)    | Zilver    | 1:19.03                                                                                             |
| Daniel García           | 20km snelwandelen (m)    | 12e       | 1:22.05                                                                                             |
| Bernardo Segura         | 20km snelwandelen (m)    | DNS       | niet gestart                                                                                        |
| Miguel Ángel Rodríguez  | 50km snelwandelen (m)    | 7e        | 3:48.12                                                                                             |
| Germán Sánchez          | 50km snelwandelen (m)    | DSQ       | gediskwalificeerd                                                                                   |
| Joel Sánchez            | 50km snelwandelen (m)    | Brons     | 3:44.36                                                                                             |
| Robison Pratt           | polsstokhoogspringen (m) | DNF       | kwalificatie groep A: geen geldige poging                                                           |
|                         |                          |           | |
| Ana Guevara             | 400m (v)                 | 5e        | serie 3: 2de in 52,34 kwartfinale 3: 2de in 51,19 halve finale 2: 2de in 50,11 finale: 5de in 49,96 |
| Nora Rocha              | 5000m (v)                | 24e       | serie 1: 9de in 15.38,72                                                                            |
| Dulce Maria Rodriguez   | 5000m (v)                | 36e       | serie 1: 11de in 15.54,17                                                                           |
| Nora Rocha              | 10000m (v)               | 35e       | serie 1: 18de in 34.37,84                                                                           |
| Adriana Fernández       | marathon (v)             | 16e       | 2:30.51                                                                                             |
| Mara Ibañez             | 20km snelwandelen (v)    | 26e       | 1:36.17                                                                                             |
| Graciela Mendoza        | 20km snelwandelen (v)    | DSQ       | gediskwalificeerd                                                                                   |
| María Guadalupe Sánchez | 20km snelwandelen (v)    | 5e        | 1:31.33                                                                                             |

### Boksen
| Olympiër             | Discipline | Resultaat | Prestatie |
| -------------------- | ---------- | --------- | --- |
| Liborio Romero       | -48kg (m)  | 9e        | 1ste ronde: W van ALG Soltani: 16-15 2de ronde: V van LTU Stapovičius: 11-24                                                                         |
| Daniel Ponce de León | -51kg (m)  | 17e       | 1ste ronde: V van UKR Sydorenko: 8-16 |
| César Morales        | -54kg (m)  | 9e        | 1ste ronde: W van UGA Tebazalwa: 13-8 2de ronde: V van ROU Olteanu: scheidsrechterlijke beslissing                                                   |
| Francisco Bojado     | -57kg (m)  | 9e        | 1ste ronde: W van ETH Shiferasw Yohanes: scheidsrechterlijke beslissing 2de ronde: V van RUS Djamaloudinov: 12-15                                    |
| Cristián Bejarano    | -60kg (m)  | Brons     | 1ste ronde: W van BOT Khunwane: 17-5 2de ronde: W van ROU Lungu: 14-11 kwartfinale: W van KGZ Diamond: 14-12 halve finale: V van UKR Kotelnik: 14-22 |
| José Luis Zertuche   | -71kg (m)  | 9e        | 1ste ronde: W van GUI Sandy: scheidsrechterlijke beslissing 2de ronde: V van ROU Simion: scheidsrechterlijke beslissing                              |

### Boogschieten
| Olympiër              | Discipline      | Resultaat | Prestatie                                                                  |
| --------------------- | --------------- | --------- | -------------------------------------------------------------------------- |
| Juan Carlos Manjarrez | individueel (m) | 51e       | plaatsingsronde: 33ste met 628 punten 1ste ronde: V van TUR Orbay: 153-165 |
|                       |                 |           |                                                                            |
| Erika Reyes           | individueel (v) | 36e       | plaatsingsronde: 61ste met 597 punten 1ste ronde: V van KOR Yun: 157-168   |

### Gewichtheffen
| Olympiër       | Discipline | Resultaat | Prestatie                                                      |
| -------------- | ---------- | --------- | -------------------------------------------------------------- |
| Soraya Jiménez | -58kg (v)  | Goud      | trekken: 2de met 95kg stoten: 1ste met 127,5kg totaal: 222,5kg |

### Gymnastiek
| Olympiër      | Discipline | Resultaat | Prestatie                                                       |
| ------------- | ---------- | --------- | --------------------------------------------------------------- |
| Denisse López | sprong (v) | 7e        | kwalificatie: 7de met 9,631 punten finale: 7de met 9,087 punten |

### Judo
| Olympiër        | Discipline | Resultaat | Prestatie                                                |
| --------------- | ---------- | --------- | -------------------------------------------------------- |
| Adriana Angeles | -48kg (v)  | 13e       | 1ste ronde: W van FIN Kallio 2de ronde: V van ESP Arenas |

### Kanovaren
| Olympiër                         | Discipline    | Resultaat | Prestatie                                                                      |
| -------------------------------- | ------------- | --------- | ------------------------------------------------------------------------------ |
| Ramón Ferrer José Antonio Romero | C-2 500m (m)  | 11e       | serie 1: 7de in 1.45,927 halve finale: 5de in 1.46,811                         |
| Ramón Ferrer José Antonio Romero | C-2 1000m (m) | 6e        | serie 1: 7de in 3.49,301 halve finale: 3de in 3.44,358 finale: 6de in 3.46,457 |

### Moderne vijfkamp
| Olympiër           | Discipline | Resultaat | Prestatie   |
| ------------------ | ---------- | --------- | ----------- |
| Horacio de la Vega | mannen     | 22e       | 4039 punten |
| Samuel Félix       | mannen     | 11e       | 5165 punten |

### Paardensport
| Olympiër                                           | Discipline  | Resultaat | Prestatie                                                                     |
| Dressuur                                           | Dressuur    | Dressuur  | Dressuur                                                                      |
| -------------------------------------------------- | ----------- | --------- | ----------------------------------------------------------------------------- |
| Antonio Rivera                                     | individueel | 44e       | Grand Prix test: 44ste met 61,64%                                             |
| Springconcours                                     |             |           |                                                                               |
| Santiago Lambre                                    | individueel | 38e       | kwalificatie: 30ste met 26,00 strafpunten finale: 38ste met 16,50 strafpunten |
| Antonio Maurer                                     | individueel | 59e       | kwalificatie: 59ste met 52,00 strafpunten                                     |
| Alfonso Carlos Romo                                | individueel | 40e       | kwalificatie: 34ste met 29,25 strafpunten finale: 40ste met 17,50 strafpunten |
| Alfonso Carlos Romo Antonio Maurer Santiago Lambre | team        | 12e       | kwalificatie: 12de met 18 strafpunten                                         |

### Roeien
| Olympiër                          | Discipline             | Resultaat | Prestatie |
| --------------------------------- | ---------------------- | --------- | --- |
| Jesús Huerta                      | skiff (m)              | 19e       | serie 1: 5de in 7.29,64 herkansingen: 4de in 7.31,93 halve finale C/D: 5de in 7.36,06 finale D: 2de in 7.29,68 |
| Rómulo Bouzas Gerardo Gómez       | lichte dubbel-twee (m) | 10e       | serie 4: 4de in 6.31,24 herkansingen: 2de in 6.38,07 halve finale 2: 5de in 6.33,62 finale B: 4de in 6.31,70   |
|                                   |                        |           | |
| María Montoya Ana Sofía Soberanes | lichte dubbel-twee (v) | 16e       | serie 1: 5de in 7.36,51 herkansingen: 5de in 7.33,58 finale C: 4de in 7.25,00                                  |

### Schietsport
| Olympiër                  | Discipline                 | Resultaat | Prestatie                                              |
| ------------------------- | -------------------------- | --------- | ------------------------------------------------------ |
| Roberto Jose Elias Orozco | 10m luchtgeweer (m)        | 38e       | kwalificatie: 38ste met 583 punten (97-97-97-96-97-99) |
| Roberto Jose Elias Orozco | 50m geweer 3 houdingen (m) | 39e       | kwalificatie: 39ste met 1140 punten (382-378-380)      |
| Roberto Jose Elias Orozco | 50m geweer liggend (m)     | 41e       | kwalificatie: 41ste met 587 punten (99-99-97-96-99-97) |

### Schoonspringen
| Olympiër                      | Discipline              | Resultaat | Prestatie                                                                                          |
| ----------------------------- | ----------------------- | --------- | -------------------------------------------------------------------------------------------------- |
| Fernando Platas               | 3m plank (m)            | Zilver    | voorronde: 2de met 444,60 punten halve finale: 3de met 678,96 punten finale: 2de met 708,42 punten |
| Joel Rodríguez                | 3m plank (m)            | 29e       | voorronde: 29ste met 336,51 punten                                                                 |
| Francisco Pérez               | 10m toren (m)           | Zilver    | voorronde: 19de met 381,78 punten                                                                  |
| Eduardo Rueda                 | 10m toren (m)           | 42e       | voorronde: 42ste met 60,30 punten                                                                  |
| Fernando Platas Eduardo Rueda | 3m plank synchroon (m)  | 5e        | 317,70 punten                                                                                      |
|                               |                         |           | |
| Azul Almazán                  | 3m plank (v)            | 13e       | voorronde: 12de met 272,85 punten halve finale: 13de met 488,88 punten                             |
| Jashia Luna                   | 3m plank (v)            | 19e       | voorronde: 15de met 268,44 punten halve finale: 19de met 464,97 punten                             |
| María Alcalá                  | 10m toren (v)           | 30e       | voorronde: 30ste met 235,53 punten                                                                 |
| Azul Almazán                  | 10m toren (v)           | 33e       | voorronde: 33ste met 229,29 punten                                                                 |
| Maria Alcalá Jashia Luna      | 3m plank synchroon (v)  | 6e        | 273,84 punten                                                                                      |
| María Alcalá Azul Almazán     | 10m toren synchroon (v) | 8e        | 264,30 punten                                                                                      |

### Synchroonzwemmen
| Olympiër               | Discipline | Resultaat | Prestatie |
| ---------------------- | ---------- | --------- | --- |
| Erika Leal Lilián Leal | duet       | 30e       | kwalificatie: 9de technische routine: 9de met 35,527 punten vrije routine: 9de met 60,234 punten totaal: 92,717 punten finale: 9de technische routine: 9de met 32,527 punten vrije routine: 9de met 60,234 punten totaal: 92,761 punten |

### Taekwondo
| Olympiër        | Discipline | Resultaat | Prestatie |
| --------------- | ---------- | --------- | --- |
| Víctor Estrada  | -80kg (m)  | Brons     | voorronde: W van IRI Aflaki: 4-3 kwartfinale: V van CUB Matos: 0-2 herkansingen: W van CHI Soto: 6-0 herkansingen 2: W van CIV Konan: 6-4 bronzen finale: W van SWE Livaja: 2-1 |
|                 |            |           | |
| Águeda Pérez    | -49kg (v)  | 5e        | voorronde: V van CUB Meléndez: 1-4 herkansingen: W van LES Thamae: 5-3 herkansingen 2: V van DEN Poulsen: 0-4                                                                   |
| Monica del Real | -67kg (v)  | 9e        | voorronde: V van GBR Stevenson: 4-8 |

### Tennis
| Olympiër                           | Discipline     | Resultaat | Prestatie                                         |
| ---------------------------------- | -------------- | --------- | ------------------------------------------------- |
| Enrique Abaroa Alejandro Hernández | dubbelspel (m) | 17e       | 1ste ronde: V van RSA Adams/de Jager: 4-6, 6-7(4) |

### Volleybal
| Olympiër                          | Discipline | Resultaat | Prestatie                                                                             |
| Beach                             | Beach      | Beach     | Beach                                                                                 |
| --------------------------------- | ---------- | --------- | ------------------------------------------------------------------------------------- |
| Juan Rodríguez Ibarra Joel Sotelo | mannen     | 9e        | voorronde: V van AUS Zahner/Prosser: 12-15 herkansingen: V van USA Wong/Heidger: 0-15 |
|                                   |            |           |                                                                                       |
| Teresa Galindo Hilda Gaxiola      | vrouwen    | 19e       | voorronde: V van AUS Cook/Pottharst: 11-15 herkansingen: V van CHN Chi/Xiong: 14-16   |

### Wielersport
| Olympiër              | Discipline      | Resultaat | Prestatie  |
| Baan                  | Baan            | Baan      | Baan       |
| --------------------- | --------------- | --------- | ---------- |
| Belem Guerrero Méndez | puntenkoers (v) | 5e        | 12 punten  |
| Mountainbike          |                 |           |            |
| Ziranda Madrigal      | mannen          | 24e       | 2:19.33,56 |

### Zeilen
| Olympiër                             | Discipline  | Resultaat | Prestatie                                      |
| ------------------------------------ | ----------- | --------- | ---------------------------------------------- |
| David Mier                           | mistral (m) | 25e       | 184 punten: (14-24-26-17-26-19-16-15-28-37-27) |
| Manuel Villarreal Santiago Hernández | 470 (m)     | 23e       | 159 punten: (21-21-23-8-22-22-DNF-23-9-22-11)  |
|                                      |             |           |                                                |
| Tania Elías Calles                   | europe (v)  | 17e       | 108 punten: (19-23-8-11-7-16-2-13-20-18-14)    |

### Zwemmen
| Olympiër             | Discipline           | Resultaat | Prestatie                |
| -------------------- | -------------------- | --------- | ------------------------ |
| Javier Díaz          | 200m vrije slag (m)  | 30e       | serie 3: 3de in 1.52,20  |
| Jorge Carral Armella | 400m vrije slag (m)  | 28e       | serie 3: 4de in 3.58,34  |
| Jorge Carral Armella | 1500m vrije slag (m) | 31e       | serie 3: 6de in 15.43,03 |
| Alfredo Jacobo       | 100m schoolslag (m)  | 43e       | serie 5: 5de in 1.04,67  |
| Josh Ilika           | 100m vlinderslag (m) | 33e       | serie 5: 7de in 55,07    |
| Juan Veloz           | 200m vlinderslag (m) | 20e       | serie 5: 7de in 2.00,02  |
| Javier Díaz          | 200m wisselslag (m)  | 37e       | serie 2: 3de in 2.07,28  |
| Juan Veloz           | 400m wisselslag (m)  | 38e       | serie 2: 5de in 4.31,73  |
|                      |                      |           |                          |
| Patricia Villarreal  | 400m vrije slag (v)  | 32e       | serie 1: 3de in 4.21,03  |
| Patricia Villarreal  | 800m vrije slag (v)  | 21e       | serie 1: 2de in 8.54,76  |
| Adriana Marmolejo    | 200m schoolslag(v)   | 29e       | serie 2: 5de in 2.36,93  |

Albanië · Algerije · Amerikaanse Maagdeneilanden · Amerikaans-Samoa · Andorra · Angola · Antigua en Barbuda · Argentinië · Armenië · Aruba · Australië · Azerbeidzjan · Bahama's · Bahrein · Bangladesh · Barbados · België · Belize · Benin · Bermuda · Bhutan · Bolivia · Bosnië en Herzegovina · Botswana · Brazilië · Britse Maagdeneilanden · Brunei · Bulgarije · Burkina Faso · Burundi · Cambodja · Canada · Centraal-Afrikaanse Republiek · Chili · China · Chinees Taipei · Colombia · Comoren · Congo-Brazzaville · Congo-Kinshasa · Cookeilanden · Costa Rica · Cuba · Cyprus · Denemarken · Djibouti · Dominica · Dominicaanse Republiek · Duitsland · Ecuador · Egypte · El Salvador · Equatoriaal-Guinea · Eritrea · Estland · Ethiopië · Fiji · Filipijnen · Finland · Frankrijk · Gabon · Gambia · Georgië · Ghana · Grenada · Griekenland · Groot-Brittannië · Guam · Guatemala · Guinee · Guinee‑Bissau · Guyana · Haïti · Honduras · Hongarije · Hongkong · Ierland · IJsland · India · Indonesië · Irak · Iran · Israël · Italië · Ivoorkust · Jamaica · Japan · Jemen · Joegoslavië · Jordanië · Kaaimaneilanden · Kaapverdië · Kameroen · Kazachstan · Kenia · Kirgizië · Koeweit · Kroatië · Laos · Lesotho · Letland · Libanon · Liberia · Libië · Liechtenstein · Litouwen · Luxemburg · Macedonië · Madagaskar · Malawi · Malediven · Maleisië · Mali · Malta · Marokko · Mauritanië · Mauritius · Mexico · Micronesië · Moldavië · Monaco · Mongolië · Mozambique · Myanmar · Namibië · Nauru · Nederland · Nederlandse Antillen · Nepal · Nicaragua · Nieuw-Zeeland · Niger · Nigeria · Noord-Korea · Noorwegen · Oeganda · Oekraïne · Oezbekistan · Oman · Oostenrijk · Pakistan · Palau · Palestina · Panama · Papoea-Nieuw-Guinea · Paraguay · Peru · Polen · Portugal · Puerto Rico · Qatar · Roemenië · Rusland · Rwanda · Saint Kitts en Nevis · Saint Lucia · Saint Vincent en Grenadines · Salomonseilanden · Samoa · San Marino ·  Sao Tomé en Principe · Saoedi-Arabië · Senegal · Seychellen · Sierra Leone · Singapore · Slovenië · Slowakije · Soedan · Somalië · Spanje · Sri Lanka · Suriname · Swaziland · Syrië · Tadzjikistan · Tanzania · Thailand · Togo · Tonga · Trinidad en Tobago · Tsjaad · Tsjechië · Tunesië · Turkije · Turkmenistan · Uruguay · Vanuatu · Venezuela · Verenigde Arabische Emiraten · Verenigde Staten · Vietnam · Wit-Rusland · Zambia · Zimbabwe · Zuid-Afrika · Zuid-Korea · Zweden · Zwitserland · Individuele olympische atleten